# القدر المحتوم (مسلسل)
القدر المحتوم، مسلسل كويتي تدور أحداثه حول عائلة يجمعها الحب والسلام ولكن القدر يفرقهم بسبب المال.

## ملخص القصة
يتوفى شقيق بدرية وأبو عبدالله في حادث أليم، فيبدأ الصراع بين شقيقهما الثالث ماجد على الميراث، ويحاول إقناعهم ببيع المنزل، ولكن مع رفض بدرية الأمر يتولد الحقد والضغائن بينهم وتنشأ العديد من الخلافات.

## فريق العمل
| الممثلـ \ـة   | الشخصية         |
| ------------- | --------------- |
| سعاد عبد الله | بدرية           |
| جاسم النبهان  | ماجد            |
| محمد المنصور  | أبو عبد الله    |
| حسين المنصور  | سعود            |
| سعاد علي      | الجارة أم هلال  |
| فاتن الدالي   | الجارة ام اوراد |
| طيف           | لولوة زوجة ماجد |
| فاطمة الحوسني | أم جراح         |
| هيفاء حسين    | فوز             |
| لمياء طارق    | رغد             |
| حمد ناصر      | أبو رغد         |
| منصور المنصور | أبو جراح        |
| نورمان أسعد   | دينا            |
| خالد البريكي  | عبد الله        |
| ريتا قاسم     | شهد             |
| بسام العثمان  | جاسم            |
| فيصل الرشيد   | طارق            |